# Olympische Winterspiele 1980/Teilnehmer (Polen)
| Gelbes Symbol für Goldmedaillen mit stilisierten Olympischen Ringen | Graues Symbol für Silbermedaillen mit stilisierten Olympischen Ringen | Braundes Symbol für Bronzemedaillen mit stilisierten Olympischen Ringen |
| ------------------------------------------------------------------- | --------------------------------------------------------------------- | ----------------------------------------------------------------------- |
| —                                                                   | —                                                                     | —                                                                       |

Polen nahm an den Olympischen Winterspielen 1980 in Lake Placid mit einer Delegation von 30 Athleten (29 Männer, 1 Frau) teil. Der Skilangläufer Józef Łuszczek wurde als Fahnenträger für die Eröffnungsfeier ausgewählt.

## Teilnehmer nach Sportarten

### Eishockey
Herren: 7. Platz
| - Stefan Chowaniec - Bogdan Dziubiński - Henryk Gruth - Leszek Jachna - Henryk Janiszewski - Andrzej Jańczy - Wiesław Jobczyk - Stanisław Klocek - Leszek Kokoszka - Marek Marcińczak | - Andrzej Małysiak - Tadeusz Obłój - Jerzy Potz - Henryk Pytel - Dariusz Sikora - Ludwik Synowiec - Andrzej Ujwary - Henryk Wojtynek - Andrzej Zabawa - Paweł Łukaszka |

### Eisschnelllauf
| Damen: - Erwina Ryś-Ferens 500 m: 11. Platz 1000 m: 16. Platz 1500 m: 17. Platz 3000 m: 5. Platz | Herren: - Jan Józwik 500 m: 9. Platz 1000 m: 13. Platz |

### Ski Nordisch

#### Langlauf
Herren:
- Józef Łuszczek
15 km: 6. Platz
30 km: 5. Platz
50 km: 17. Platz

#### Nordische Kombination
Herren:
- Kazimierz Długopolski
Einzel: 24. Platz
- Stanisław Kawulok
Einzel: 26. Platz
- Jan Legierski
Einzel: 10. Platz
- Józef Pawlusiak
Einzel: 17. Platz

#### Skispringen
Herren:
- Stanisław Bobak
Normalschanze: 10. Platz
Großschanze: 22. Platz
- Piotr Fijas
Normalschanze: 47. Platz
Großschanze: 14. Platz
- Stanisław Pawlusiak
Normalschanze: 40. Platz
Großschanze: 43. Platz